# Timofej Margasov
Timofej Vjačeslavovič Margasov (in russo Тимофей Вячеславович Маргасов?; traslitterazione anglosassone: Timofei Vyacheslavovich Margasov; Togliatti, 12 giugno 1992) è un calciatore russo, difensore dell'Ural.

## Caratteristiche tecniche
È un terzino destro.

## Carriera

### Club
Ha giocato nella prima divisione russa.

### Nazionale
Nel 2014 ha giocato 2 partite con la nazionale russa Under-21.